# Estado de bem-estar social

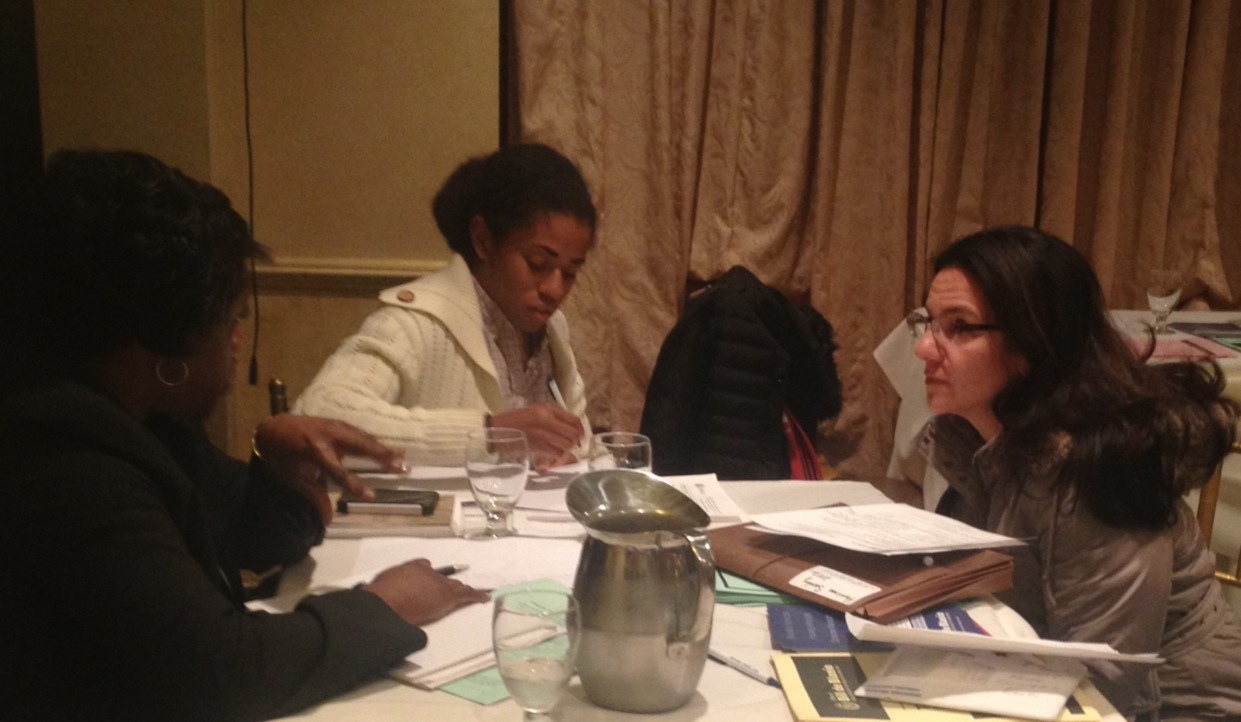
Funcionários públicos de Nova Iorque informando a população sobre os serviços públicos disponíveis.

O Estado de bem-estar social, ou estado-providência, ou estado social, é um tipo de organização política, económica e sócio-cultural que coloca o Estado como agente da promoção social e organizador da economia. Nesta orientação, o Estado é o agente regulamentador de toda a vida e saúde social, política e económica do país, em parceria com empresas privadas e sindicatos, em níveis diferentes de acordo com o país em questão. Cabe, ao Estado de bem-estar social, garantir serviços públicos e proteção à população, provendo dignidade aos naturais da nação.
O Estado de bem-estar social moderno nasceu na década de 1880, na Alemanha, com Otto von Bismarck, como alternativa ao liberalismo económico e ao socialismo.
Pelos princípios do Estado de bem-estar social, todo indivíduo tem direito, desde seu nascimento até sua morte, a um conjunto de bens e serviços, que deveriam ter seu fornecimento garantido seja diretamente através do Estado ou indiretamente mediante seu poder de regulamentação sobre a sociedade civil. São as chamadas prestações positivas ou direitos de segunda geração, em que se inclui gratuidade e universalidade do acesso à educação, à assistência médica, ao auxílio ao desempregado, à aposentadoria, bem como à proteção maternal, à infantil e à senil.
Os apoiantes demonstram como exemplo de sucesso na adoção integral do Estado de bem-estar social a experiência de países nórdicos. Por outro lado, críticos alegam que pode haver compreensão equivocada do funcionamento do Modelo nórdico, e que os defensores do Estado de bem-estar social em outros lugares tentam copiar apenas os direitos e não as obrigações implementadas por aqueles países. De todo modo, os dados frios nórdicos, oriundos de nações que adotaram o sistema corretamente, independentemente de apoiadores onde o modelo não foi adotado por completo, mostram eficiência desse modelo de dignidade universal refletida em seu IDH, que, ao contrário do senso comum, não elimina a possibilidade de enriquecimento, apenas diminui a miséria quase por completo com distribuição de recursos e de renda realizadas sob regras reforçadas, objetivando mera dignidade para todos.

## Etimologia
O termo alemão Sozialstaat ("estado social") tem sido usado desde 1870 para descrever programas de apoio estatal criados por Sozialpolitiker ("políticos sociais") alemães e implementados como parte das reformas conservadoras de Bismarck.
O equivalente literal inglês "estado social" não pegou nos países anglófonos. No entanto, durante a Segunda Guerra Mundial, o arcebispo anglicano William Temple, autor do livro Christianity and the Social Order (1942), popularizou o conceito usando a expressão "welfare state". O uso do "estado de bem-estar" pelo Bispo Temple foi ligado ao romance de 1845 de Benjamin Disraeli, Sybil: or the Two Nations onde ele escreve "o poder tem apenas um dever" para assegurar o bem-estar social de as pessoas ".
O estado de bem-estar sueco chama-se folkhemmet e origina-se na campanha política de Per Albin Hansson em 1932. O termo italiano é stato sociale ("estado social"), em francês, o conceito é expresso como l'État-providência. O espanhol e muitas outras línguas empregam um termo análogo: estado del bienestar - literalmente, "estado de bem-estar".
Em português, existem duas frases semelhantes: estado de bem-estar social e estado-providência denotando a missão do Estado de garantir o bem-estar básico dos cidadãos. Também são chamados de "direitos de segunda geração" ou "direitos sociais".

## História

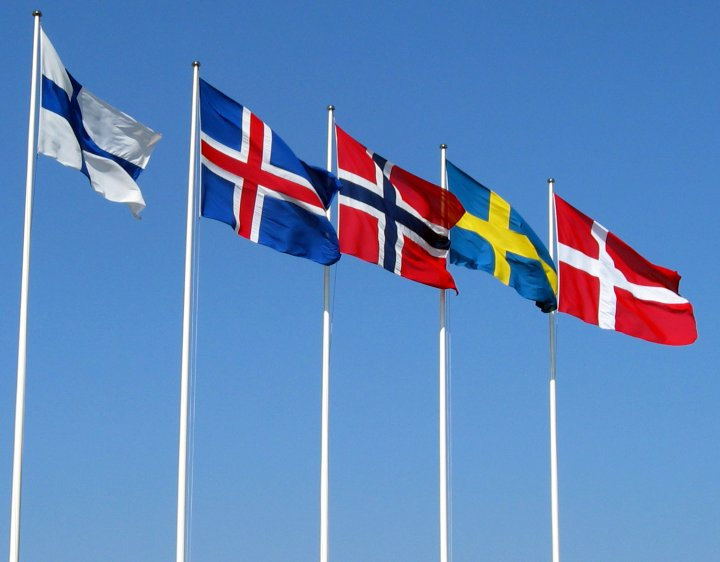
Os estados nórdicos são bons exemplos de estados de bem-estar social

Iniciativas isoladas e pontuais de programas assistenciais são encontradas desde à antiguidade. Porém, o Estado de bem-estar social moderno é creditado ao alemão Otto von Bismarck na década de 1880, que introduziu os primeiros programas compulsórios de assistência social em escala nacional: seguro de saúde em 1883, indenizações de trabalhadores em 1884 e pensões de velhice e invalidez em 1889. O exemplo da Alemanha foi logo seguido pela Áustria e Hungria.
Na Inglaterra, o governo de Herbert Henry Asquith foi responsável por introduzir uma série de reformas sociais entre 1914 e 1918 incluindo as pensões para aposentados, o seguro de saúde nacional e o seguro desemprego nacional. Na Suécia foram adotadas a partir das políticas de Per Albin Hansson em 1932. Nos Estados Unidos, o Estado de bem-estar social' ganhou vulto na administração de Franklin D. Roosevelt com o New Deal entre 1933 e 1937.
Os estados de bem-estar sempre diferiram de país para país. Em 1990, Gøsta Esping-Andersen, um sociólogo dinamarquês, descreveu três variedades de “capitalismo assistencialista”:
- As versões “social-democratas” na Escandinávia, com tributos altos e benefícios universais;
- Os estados de bem-estar anglo-americanos, com tributos baixos e que enfatizam a garantia de um mínimo existencial e não benefícios universais;
- Os modelos mistos, como os da Alemanha, que foram construídos em torno do princípio contributivo.

A social democracia tende a defender o modelo nórdico enquanto o sistema anglo-americano é preconizado pelo conservadores liberais. Os defensores do modelo nórdico alegam que esse traz menos desigualdade e mais mobilidade social. Por outro lado, os proponentes do modelo anglo-americano argumentam que, devido ao aumento de tributos, redes de proteção universais afetam os investimentos do qual os benefícios se estendem a toda a humanidade.

## Discussão sobre os efeitos
Em 1974, o sociólogo e economista sueco Gunnar Myrdal, e o economista e filósofo austríaco Friedrich Hayek, dividiram o Nobel de Economia com pesquisas opostas sobre os efeitos do Estado de bem-estar social.

### Dos argumentos favoráveis
Em 1932, o sociólogo e economista Social-democrata Gunnar Myrdal escreveu que as modernas políticas sociais diferiam totalmente das antigas políticas de auxílio à pobreza, uma vez que eram investimentos e não custos. As políticas sociais modernas seriam eficientes e produtivas devido à sua ação profilática e preventiva, direcionada para evitar o surgimento de problemas nos organismos político-sociais. Nesse sentido, as novas políticas sugeridas por Myrdal contrastavam fortemente com as antigas políticas de "remediar a pobreza", sendo destinadas a evitar o surgimento de bolsões de pobreza e a criar maiores riquezas. Myrdal, retornando dos Estados Unidos, onde tornou-se um admirador do New Deal, escreveu um artigo intitulado Qual é o custo da Reforma Social, onde desenvolvia sua argumentação e atacava os críticos das despesas sociais, da (antiga) escola de Estocolmo.
Contra as recomendações dos que pregavam uma "maior economia orçamentária" para sair da Grande Depressão, Myrdal argumentava que as políticas sociais não eram meramente uma questão de redistribuição de renda, mas eram uma questão vital para o próprio desenvolvimento econômico e tinham, como objetivo principal, o aumento do produto interno bruto. A orientação visava a maior eficiência dos mercados e via nas políticas sociais um meio de obter não só a segurança social dos indivíduos, mas sobretudo a organização eficiente da produção.

### Visão crítica
Friedrich Hayek concordava que "Todos os governos modernos têm organismos de previdência para os indigentes, os incapacitados e os deficientes e cuidam de áreas como saúde e difusão de conhecimentos. Com o crescimento da riqueza, seria concebível que essas atividades, essencialmente de serviços, também se ampliassem. Há necessidades comuns que só podem ser satisfeitas com a ação coletiva e que podem assim ser atendidas sem restrição da liberdade individual. Também é plenamente aceitável que o governo desempenhe certo papel ou mesmo tome a iniciativa em áreas como seguro social e educação, ou subsidie temporariamente certos projetos experimentais. Nosso problema, aqui, não são tanto os objetivos quanto os métodos da ação governamental.".
Segundo Hayek, o poder concentrado e coercitivo do Estado Previdenciário, se assemelhava a um modelo de Economia planificada, que resultaria na agressão à liberdade dos indivíduos em escolherem os seus próprios meios de proteção social porque “seguro social significou, desde o início, não apenas o seguro compulsório, mas a contribuição compulsória a um organismo unitário controlado pelo Estado." Além disso, planejadores centrais sofrem da limitação de conhecimento levando à oferta de bens e serviços piores do que em um ambiente competitivo. Assim, mesmo em sistemas que permitem a atuação de agentes privados, caso esses sofram regulação excessiva, com controle de preços e dirigismo contratual, tampouco existe uma competição de verdade porque foge do sistema livre de formação de preços. Hayek também critica que a redistribuição de renda tornou-se o principal objetivo do seguro social e não mais o combate à pobreza. Para Hayek a luta contra a desigualdade é utópica e arbitrária e acaba por produzir mais pobreza. O autor defendia o modelo anglo-americano, com tributos baixos e que enfatiza a garantia de um mínimo existencial.
Alinhado com Hayek, o economista americano Milton Friedman propôs uma solução: o imposto de renda negativo, uma espécie de Renda básica de cidadania. Todas as prestações públicas diretas seriam eliminadas, não haveria escolas ou hospitais públicos. Ao invés disso, cada cidadão receberia uma renda universal para gastar como bem entendesse. Assim os cidadãos escolheriam os seus prestadores de serviços sociais privados. A proposta de Milton Friedman soluciona a crítica de Hayek ao monopólio estatal na prestação de serviços sociais possibilitando a competição também na área social. O Cheque escolar é considerado uma espécie dessa ideia. No entanto, seus críticos consideram a proposta ainda utópica devido à complexidade da sua implementação.

## Relação entre despesas sociais, PIBper capitae IDH
A tabela abaixo mostra despesas sociais em percentagem do produto interno bruto para alguns estados membros da Organização para a Cooperação e Desenvolvimento Económico omitindo e incluindo as despesas com educação pública, relacionando-as ao produto interno bruto per capita (com paridade do poder de compra em dólar dos Estados Unidos) em 2001:
| Nação            | Despesas de Bem-Estar (% do PIB) omitindo educação | Despesas de Bem-Estar (% do PIB) incluindo educação | PIB per capita (PPC US$) |
| ---------------- | -------------------------------------------------- | --------------------------------------------------- | ------------------------ |
| Dinamarca        | 29,2                                               | 37,9                                                | $29 000                  |
| Suécia           | 28,9                                               | 38,2                                                | $24 180                  |
| França           | 28,5                                               | 34,9                                                | $23 990                  |
| Alemanha         | 27,4                                               | 33,2                                                | $25 350                  |
| Bélgica          | 27,2                                               | 32,7                                                | $25 520                  |
| Suíça            | 26,4                                               | 31,6                                                | $28 100                  |
| Áustria          | 26,0                                               | 32,4                                                | $26 730                  |
| Finlândia        | 24,8                                               | 32,3                                                | $24 430                  |
| Países Baixos    | 24,3                                               | 27,3                                                | $27 190                  |
| Itália           | 24,4                                               | 28,6                                                | $24 670                  |
| Grécia           | 24,3                                               | 28,4                                                | $17 440                  |
| Noruega          | 23,9                                               | 33,2                                                | $29 620                  |
| Polônia          | 23,0                                               | N/A                                                 | $9 450                   |
| Reino Unido      | 21,8                                               | 25,9                                                | $24 160                  |
| Portugal         | 21,1                                               | 25,5                                                | $18 150                  |
| Luxemburgo       | 20,8                                               | N/A                                                 | $53 780                  |
| República Tcheca | 20,1                                               | N/A                                                 | $14 720                  |
| Hungria          | 20,1                                               | N/A                                                 | $12 340                  |
| Islândia         | 19,8                                               | 23,2                                                | $29 990                  |
| Espanha          | 19,6                                               | 25,3                                                | $20 150                  |
| Nova Zelândia    | 18,5                                               | 25,8                                                | $19 160                  |
| Austrália        | 18,0                                               | 22,5                                                | $25 370                  |
| Eslováquia       | 17,9                                               | N/A                                                 | $11 960                  |
| Canadá           | 17,8                                               | 23,1                                                | $27 130                  |
| Japão            | 16,9                                               | 18,6                                                | $25 130                  |
| Estados Unidos   | 14,8                                               | 19,4                                                | $34 320                  |
| Irlanda          | 13,8                                               | 18,5                                                | $32 410                  |
| México           | 11,8                                               | N/A                                                 | $8 430                   |
| Coreia do Sul    | 6,1                                                | 11,0                                                | $15 090                  |

É interessante comparar-se a percentagem do produto interno bruto de cada país que é investida em políticas sociais com seus respectivos Índices de Desenvolvimento Humano. Observa-se claramente que, dentre aqueles países que investiram um grande percentual do seu PIB em políticas sociais, todos eles obtiveram um IDH elevado (acima de 80%). A relação não é direta: nem sempre o país que mais investiu em políticas sociais é o melhor colocado no IDH, o que indica que não só o "investir" é importante, mas o "como investir" tem grande influência nos resultados obtidos:
Índice de Desenvolvimento Humano Muito Elevado > 0,900
| Posição | País           | IDH          | IDH                                 |
| Posição | País           | Dado de 2007 | Mudança comparada aos dados de 2006 |
| ------- | -------------- | ------------ | ----------------------------------- |
| 1       | Noruega        | 0,971        | +0,001                              |
| 2       | Austrália      | 0,970        | +0,002                              |
| 3       | Islândia       | 0,969        | +0,002                              |
| 4       | Canadá         | 0,966        | +0,001                              |
| 5       | Irlanda        | 0,965        | +0,001                              |
| 6       | Países Baixos  | 0,964        | +0,003                              |
| 7       | Suécia         | 0,963        | +0,002                              |
| 8       | França         | 0,961        | +0,003                              |
| 9       | Suíça          | 0,960        | +0,001                              |
| 10      | Japão          | 0,960        | +0,002                              |
| 11      | Luxemburgo     | 0,960        | +0,001                              |
| 12      | Finlândia      | 0,959        | +0,004                              |
| 13      | Estados Unidos | 0,956        | +0,001                              |
| 14      | Áustria        | 0,955        | +0,003                              |
| 15      | Espanha        | 0,955        | +0,003                              |
| 16      | Dinamarca      | 0,955        | +0,002                              |
| 17      | Bélgica        | 0,953        | +0,002                              |
| 18      | Itália         | 0,951        | +0,001                              |
| 19      | Liechtenstein  | 0,951        | +0,001                              |

| Posição | País                   | IDH          | IDH                                 |
| Posição | País                   | Dado de 2007 | Mudança comparada aos dados de 2006 |
| ------- | ---------------------- | ------------ | ----------------------------------- |
| 20      | Nova Zelândia          | 0,950        | +0,002                              |
| 21      | Reino Unido            | 0,947        | +0,002                              |
| 22      | Alemanha               | 0,947        | +0,002                              |
| 23      | Singapura              | 0,944        | +0,002                              |
| 24      | Hong Kong              | 0,944        | +0,001                              |
| 25      | Grécia                 | 0,942        | +0,004                              |
| 26      | Coreia do Sul          | 0,937        | +0,004                              |
| 27      | Israel                 | 0,935        | +0,003                              |
| 28      | Andorra                | 0,934        | +0,001                              |
| 29      | Eslovênia              | 0,929        | +0,005                              |
| 30      | Brunei                 | 0,920        | +0,001                              |
| 31      | Kuwait                 | 0,916        | +0,004                              |
| 32      | Chipre                 | 0,914        | +0,003                              |
| 33      | Catar                  | 0,910        | +0,005                              |
| 34      | Portugal               | 0,909        | +0,002                              |
| 35      | Emirados Árabes Unidos | 0,903        | +0,007                              |
| 36      | Chéquia                | 0,903        | +0,004                              |
| 37      | Barbados               | 0,903        | +0,004                              |
| 38      | Malta                  | 0,902        | +0,003                              |

### Efeitos sobre a pobreza
A evidência empírica sugere que os impostos e as transferências de renda podem reduzir consideravelmente a pobreza na maioria dos países, cujo bem-estar dos estados comumente constituem pelo menos um quinto do PIB.
| País           | Taxa de pobreza absoluta (limiar fixado em 40% da renda média E.U.A.) | Taxa de pobreza absoluta (limiar fixado em 40% da renda média E.U.A.) | Taxa de pobreza relativa | Taxa de pobreza relativa |
| -------------- | --------------------------------------------------------------------- | --------------------------------------------------------------------- | ------------------------ | ------------------------ |
|                | Pré-transferência                                                     | Pós-transferência                                                     | Pré-transferência        | Pós-transferência        |
| Suécia         | 23,7                                                                  | 5,8                                                                   | 14,8                     | 4,8                      |
| Noruega        | 9,2                                                                   | 1,7                                                                   | 12,4                     | 4,0                      |
| Países Baixos  | 22,1                                                                  | 7,3                                                                   | 18,5                     | 11,5                     |
| Finlândia      | 11,9                                                                  | 3,7                                                                   | 12,4                     | 3,1                      |
| Dinamarca      | 26,4                                                                  | 5,9                                                                   | 17,4                     | 4,8                      |
| Alemanha       | 15,2                                                                  | 4,3                                                                   | 9,7                      | 5,1                      |
| Suíça          | 12,5                                                                  | 3,8                                                                   | 10,9                     | 9,1                      |
| Canadá         | 22,5                                                                  | 6,5                                                                   | 17,1                     | 11,9                     |
| França         | 36,1                                                                  | 9,8                                                                   | 21,8                     | 6,1                      |
| Bélgica        | 26,8                                                                  | 6,0                                                                   | 19,5                     | 4,1                      |
| Austrália      | 23,3                                                                  | 11,9                                                                  | 16,2                     | 9,2                      |
| Reino Unido    | 16,8                                                                  | 8,7                                                                   | 16,4                     | 8,2                      |
| Estados Unidos | 21,0                                                                  | 11,7                                                                  | 17,2                     | 15,1                     |
| Itália         | 30,7                                                                  | 14,3                                                                  | 19,7                     | 9,1                      |

## No Brasil
Getúlio Vargas chega ao poder em 1930 e fica até 1945. Vargas ainda volta ao poder em 1951 e governa até seu suicídio em 1954. Ele foi o estereótipo de líder populista. Era carismático, paternalista e personalista. Na década de 1940, sua personalidade política atinge o apogeu. São decretados ali o salário mínimo, a Consolidação das Leis Trabalhistas, a fundação do Partido Trabalhista Brasileiro, entre outros. Sua pretensão era se perpetuar no poder.
Sob a hegemonia do Estado, instaurou-se, definitivamente, nessa fase, a legislação que regulava as relações entre operários e trabalhadores urbanos de um lado, e de outro, os patrões. O novo regime completava, agora, uma política anterior, iniciada quando da fundação do Ministério do Trabalho, em 1931, sob a direção de Lindolfo Collor. A diferença, agora, consistia no aperfeiçoamento daquele sistema, na sua extensão para todos os grupos ocupacionais e na formação de novos aparelhos burocráticos subordinados àquele ministério e encarregados de executar as medidas previstas em lei.
Mas qual seria a razão principal que levou a nova classe dominante a se importar com o mundo do trabalho? Na verdade, as elites estavam preocupadas em controlar a formação de um operariado organizado e com ideologia própria. O medo do anarquismo e do comunismo, propagados nas primeiras décadas do século XX, ainda assustava a classe dominante. Vargas pretendia, e teve sucesso em, vincular o trabalhador ao Estado. Para isso, preparou uma legislação própria que submeteu os sindicatos ao Ministério do Trabalho.
Todas essas medidas legislativas e administrativas representavam, sem dúvida, um progresso no tratamento da "questão social", porque outorgavam benefícios até então inéditos aos trabalhadores. O avesso dessa maior intervenção do Estado – que rompia, assim, o privatismo até então característico dos contratos e dos dissídios trabalhistas – implicava em maior controle da atividade política dos trabalhadores. De resto, esse resultado derivava de uma política consciente por parte do governo, que, já antes do Estado Novo, procura disciplinar, unificando-o sob seu controle, o movimento sindical.
A extinção do direito de greve e o fim da autonomia dos sindicatos, que passam a ser controlados por líderes sindicais ligados ao governo, criaram, no Brasil, uma estrutura corporativista que dará a tônica das relações capital X trabalho nas décadas seguintes. Esta estrutura sindical corporativista fundada no governo de Getúlio Vargas só será atacada no final do século XX pelos movimentos grevistas sob influência da esquerda da Igreja Católica e intelectuais marxistas que, posteriormente, vieram a fundar a Central Única dos Trabalhadores.
Cabem, aqui, algumas observações sobre a legislação sindical após a Constituição com aspectos fascista de Getúlio Vargas. Mudanças legais profundas eram esperadas após a queda de Getúlio Vargas em relação à legislação trabalhista. Não obstante o caráter liberal da Constituição Federal de 1946, o princípio da unicidade foi conservado em relação à organização sindical. Esse princípio se manteve inalterado nas Constituições seguintes, de 1967, 1969 e 1988.
Em relação à atual Constituição brasileira de 1988, não há como negar que os princípios democráticos nortearam sua elaboração. Ela proclama a liberdade de associação, proíbe a intervenção do Estado na concessão de autorizações para a fundação de sindicatos, garante a autonomia das entidades de classe, concede, ao sindicato, amplo poder de representação etc. Por outro lado, existem normas oriundas da estrutura corporativista getulista que ainda subsistem. São elas a unicidade sindical, prevista no inciso II do artigo 8º da Constituição Federal de 1988 e a contribuição sindical, prevista no inciso IV, do artigo 8º da Constituição Federal de 1988. Essas leis ainda estão configuradas nos artigos 578 e seguintes da Consolidação das Leis do Trabalho.
O conceito de direito do trabalho não pode ser satisfatoriamente avaliado sem sua inserção no direito, fenômeno maior a que se acha integrado, como a parte em relação ao todo. Aceitando-se, como premissa, que a lógica é a ciência da estrutura do pensamento e os elementos do pensamento são os conceitos, que, uma vez apreendidos de modo unívoco, permitem, ao pensamento científico, cumprir a sua finalidade, tem-se como da maior importância o estudo do conceito de direito do trabalho à luz dos impactos que esse ramo do direito vem sofrendo no período contemporâneo.
O direito do trabalho tem sido mais vivido do que conceituado, o que não impede que se faça a tentativa da sua compreensão conceptual. Nada há de surpreendente nisso. Durante milênios, o homem conviveu com o direito, desde as mais primitivas formas de vida em sociedade, sem cogitar do seu conceito, problema a respeito do qual até hoje prosseguem divergências.
As leis trabalhistas cresceram de forma desordenada; eram esparsas, de modo que cada profissão tinha uma norma especifica, critério que, além de prejudicar muitas outras profissões que ficaram fora da proteção legal, pecava pela falta de sistema e pelos inconvenientes naturais dessa fragmentação. Foram reunidas as leis sobre o direito individual do trabalho, o direito coletivo do trabalho e o direito processual do trabalho. Surgiu, portanto, promulgada pelo Decreto-lei 5 452, de 1 de maio de 1943, a Consolidação das Leis do Trabalho – CLT, unindo, em onze títulos, essa matéria, resultado do trabalho de uma comissão presidida pelo ministro Alexandre Marcondes Filho, que, depois de quase um ano de estudos, reuniu as conclusões de juristas, magistrados, entidades públicas, empresas privadas, associações culturais etc.
O modelo criado por Vargas, baseado em um "estado de compromisso", sobreviveu ao seu fundador, porém, entrou em crise na década de 1960 e se encerrou com o golpe militar conservador de 1964. Este movimento relaciona-se à reação das elites possuidoras frente às pressões das massas que, cansadas da manipulação a que eram submetidas, passaram a exigir reformas autênticas na estrutura social do país.
Ao longo dos anos 1970 e 1980, o Estado brasileiro busca organizar um "'arremedo' de Estado de bem-estar social", na tentativa de satisfazer algumas demandas da população desprotegida. Entretanto, desde o início, jamais o Brasil considerou os gastos com políticas sociais como "investimento" produtivo, no sentido preconizado por Gunnar Myrdal, sendo a maior parte das políticas adotadas no Brasil mais semelhantes às antigas políticas "assistencialistas" europeias destinadas mais a  "remediar a pobreza" do que a políticas efetivamente capazes de criar uma maior eficiência econômico-produtiva e assim gerar novas e maiores riquezas. A criação do Instituto Nacional de Alimentação e Nutrição (INAN), do Funrural e, posteriormente, das Ações Integradas de Saúde (AIS), do Sistema Único de Saúde e dos mecanismos de seguro-desemprego são exemplos claros dessa "tentativa de marcha" rumo à frustrada universalização dos direitos sociais.
Mas o modelo de desenvolvimento econômico e a base de sustentação financeira das políticas sociais no Brasil têm sido organizados de forma incompatível com os ideais de universalização. Como corolário, tem-se uma universalização que na prática é excludente. Em outras palavras: a política social brasileira, além de ser insuficiente para cobrir as necessidades da população de mais baixa renda de maneira a evitar a perpetuação dos bolsões de pobreza e gerar novas riquezas, no conceito originalmente proposto por Gunnar Myrdal, não somente em termos de quantidade, mas também de qualidade, exclui, na prática, os segmentos de alta e média renda, fator distintivo do tipo de universalismo que se implantou na maioria dos países europeus na fase áurea do Estado do bem-estar social. Estes fazem o uso cada vez mais frequente dos sistemas privados autônomos, seja no campo da saúde, seja no campo das entidades (abertas ou fechadas) de previdência privada.
Um primeiro programa de política econômica para tentar diminuir as distorções causadas por essa desigualdade de renda exacerbada foi o Programa de Integração Social e o Programa de Formação do Patrimônio do Servidor Público (PIS/PASEP). Na área rural, foram tomadas, na década de 1960, as primeiras iniciativas para se estender a cobertura previdenciária aos trabalhadores rurais. O Estatuto do Trabalhador Rural, de 2 de março de 1963, regulamentou os sindicatos rurais, instituiu a obrigatoriedade do pagamento do salário mínimo aos trabalhadores rurais e criou o Fundo de Assistência e Previdência do Trabalhador Rural, posteriormente, em 1969, denominado Funrural. Entretanto, a cobertura previdenciária aos trabalhadores rurais só veio a se concretizar na prática em 1969, já no governo militar, pois os recursos (financeiros e administrativos) necessários à sua efetivação não haviam sido previstos na legislação original.
Em 1971, no governo do general Médici, foi lançado o Programa de Assistência Rural (Prorural), ligado ao Funrural, que previa benefícios de aposentadoria e o aumento dos serviços de saúde até então concedidos aos trabalhadores rurais. Entre outras medidas, o Prorural previa a aposentadoria por velhice e por invalidez para trabalhadores rurais maiores de 70 anos de idade, no valor de ½ salário mínimo; pensão, equivalente a 70% da aposentadoria, e auxílio funeral, para dependentes do beneficiário; serviços de saúde, incluindo assistência médico-cirúrgico-hospitalar e tratamento odontológico; serviço social em geral. As mulheres só seriam beneficiadas diretamente caso fossem chefes de família (algo muito raro no Sul do Brasil) ou assalariadas rurais. A efetividade do programa estava garantida, uma vez que a legislação que o criou também previu a forma de obtenção de recursos para sua implementação.
A Constituição brasileira de 1988 consagrou o ideário da universalização das políticas sociais no Brasil, numa fase onde as condições econômicas para chegar a um universalismo de fato se tornavam cada vez mais precárias; o Brasil passou toda a década de 1990 "dependurado" em empréstimos do FMI e sujeito às regras do Consenso de Washington, que privilegia os interesses dos capitais financeiros internacionais e são avessas a quaisquer políticas sociais. Sendo assim, crise econômica, crise nas finanças públicas e direitos constitucionais adquiridos passam a ser, desde meados dos anos 1990, um dos conflitos a serem enfrentados numa eventual reforma do Estado. A crise do Estado do bem-estar social no Brasil chegou antes que ele pudesse ser, de fato, implantado em sua plenitude.
No Brasil, a desigualdade social é de grandes proporções. Dados de 1991 mostram que cerca de 30,7% das famílias brasileiras recebiam renda total inferior a dois salários mínimos. No Nordeste, essa proporção atingia 53%. Os 10% mais ricos no Brasil abarcavam 51,7% da renda, enquanto os 10% mais pobres ficavam somente com 0,7%. Cerca de 49,4% das pessoas ocupadas não contribuíam para nenhum instituto de previdência social.
Mais recentemente, em seu último ano de governo, Fernando Henrique Cardoso lançou alguns programas de distribuição de renda que foram, posteriormente, reunidos e expandidos pelo governo Luiz Inácio Lula da Silva sob a forma de Bolsa Família, que, em 2006, atendeu 11 milhões de famílias, cerca de 48 milhões de pessoas, e o projeto Renda básica de cidadania. Estes programas foram, no entanto, capazes de redistribuir menos de 1% do produto interno bruto brasileiro.[carece de fontes?]

### Em português
- Monografia de Manuela Gontijo Pfeffer
- NASCIMENTO, M. Amauri. Curso de direito do Trabalho. 19ª ed. rev. e atual, São Paulo, Saraiva, 2004.
- BARSTED, Leila Andrade Linhares. Em busca do tempo perdido: mulher e políticas públicas no Brasil, 1983-1993. Revista Estudos Feministas (CIEC/Escola de Comunicação UFRJ), no. especial (outubro), 1994, pp. 38–53.
- BONATO, Amadeo. Previdência Social: inclusões e exclusões. Curitiba: DESER, 1996.
- BRUMER, Anita. Sindicalismo rural e participação dos agricultores em sindicato, em Candelária, Rio Grande do Sul, Brasil. Porto Alegre: Centro de Estudos e Pesquisas Econômicas (IEPE), UFRGS, 1971. (dissertação de mestrado).
- BRUMER, Anita, As lutas no campo, no Rio Grande do Sul (1964-1883), Revista do Instituto de Filosofia e Ciências Humanas da UFRGS, v.13, 1985, pp. 198–218.
- BRUMER, Anita. Considerações sobre uma década de lutas sociais no campo no extremo sul do Brasil (1978-88). Ensaios FEE, ano 11, n.1, 1990, pp. 124–42.
- BRUMER, Anita. Gênero e agricultura: a situação da mulher na agricultura do Rio Grande do Sul. Paper presented at the XXII International Congress of the Latin American Studies Association (LASA), Miami, March 16-18, 2000. CNBB-CEP (Conferência Nacional dos Bispos do Brasil – Comissão Episcopal da Pastoral), Pastoral da terra; posse e conflitos. São Paulo: Paulinas, 1976.
- CORADINI, Odacir Luiz; BELATO, Dinarte. Observações sobre os movimentos sociais no campo, hoje. In: Assembleia Legislativa do Estado do Rio Grande do Sul, Seminário Nacional "A questão da terra". Porto Alegre: Comissão de Agricultura e Pecuária, Assembléia Legislativa do Estado do Rio Grande do Sul, 1981, pp. 161–6.
- CORADINI, Odaci. Representações sociais e conflitos nas políticas de saúde e previdência social rural. Rio de Janeiro: Museu Nacional/UFRJ, 1989. (tese de doutorado em Antropologia Social)
- CORADINI, Odaci Luiz. Ambivalências na representação de classe e a noção de trabalhador rural, in Zander Navarro (org.), Política, protesto e cidadania no campo; as lutas sociais dos colonos e trabalhadores rurais no Rio Grande do Sul. Porto Alegre, Editora da Universidade/UFRGS, 1996, pp. 171–88.
- DEERE, Carmen Diana; LEÓN, Magdalena. Gênero, propriedad y empoderamiento: tierra, Estado y mercado en América Latina. Bogotá, Colombia: Tercer Mundo, 2000.
- DELGADO, Guilherme. Agricultura e comércio exterior: rumo da regulação estatal e suas implicações para a regulação alimentar. Cadernos temáticos do Fórum alternativo para a Agricultura Brasileira. Rio de Janeiro: Rede Interamericana Agricultura e Democracia, 1994.
- DELGADO, Guilherme, Previdência rural: relatório de avaliação socioeconômica. Brasília: IPEA, 1997. (Texto para discussão, 477).
- DELGADO, Guilherme; CARDOSO Jr., José Celso. O idoso e a previdência rural no Brasil: a experiência recente de universalização. Brasília: IPEA, 1999. (Texto para discussão 688).
- DELGADO, Guilherme; CARDOSO Jr., José Celso. Principais resultados da pesquisa domiciliar sobre a previdência rural na região sul do Brasil (Projeto Avaliação Socioeconômica da Previdência Social Rural). Rio de Janeiro: IPEA, 2000. (Texto para discussão, 734).
- DELGADO, Guilherme; SCHWARZER, Helmut. Evolução histórico-legal e formas de financiamento da previdência rural no Brasil. in Guilherme Delgado e José Celso Cardoso Jr. (orgs.), A universalização de direitos sociais no Brasil: a Previdência Rural nos anos 90, Brasília: IPEA, 2000, pp. 187–210.
- FOX, Jonathan. A política e as novas formas de organização camponesa na América Latina. in Zander Navarro (org.), Política, protesto e cidadania no campo; as lutas sociais dos colonos e trabalhadores rurais no Rio Grande do Sul. Porto Alegre, Editora da Universidade/UFRGS, 1996, pp. 15–28.
- GORENSTEIN, Ossir. In: Assembléia Legislativa do Estado do Rio Grande do Sul, Seminário Nacional "A questão da terra". Porto Alegre: Comissão de Agricultura e Pecuária, Assembléia Legislativa do Estado do Rio Grande do Sul, 1981, pp. 237–9.
- GRAZIANO DA SILVA, José; BALSADI, Otávio Valentim; DEL GROSSI, Mauro Eduardo. O emprego rural e a mercantilização do espaço agrário. São Paulo em Perspectiva, vol. 11, n.2, 1997, pp. 50–64.
- HOFFMANN, Rodolfo (2001). Distribuição da renda no Brasil: poucos com muito e muitos com muito pouco, in Ladislau Dowbor e Samuel Kilsztajn (orgs.), Economia Social no Brasil. São Paulo: Editora SENAC, 2001. Também em: www.eco.unicamp.br/projetos/Hoffmann2.htmlHOFFMANN, Rodolfo (2001b). Os limites da desigualdade de renda. Gazeta Mercantil, 6 de novembro de 2001, p. 3.
- MALLOY, James M. A política de previdência social no Brasil. Rio de Janeiro: Graal, 1986. MALLOY, James M.; PARODI, Carlos A. ‘Politics, Equity and Social Security Policy in Brazil: A Case-Study of Statecraft and Citizenship, 1965-85’, in Christopher Abel and Colin M. Lewis (eds), Welfare, Poverty and Development in Latin America. Basingstoke, Hampshire: Macmillan Press/St. Antony’s College, 1993, pp. 341–64.
- MATIJASCIC, Milko. Reformas estruturais e previdência no Brasil: balanço atual e perspectivas. Trabalho apresentado no XXIII congresso da Associação de Estudos Latino-americanos (LASA), Washington DC, 6-8 de setembro de 2001.
- NOGUEIRA, Marco Aurélio. A Seguridade possível. Jornal do Conselho Regional de Serviço Social (10ª região), n.57 (Novembro 2000). OLIVEIRA, Francisco E. B. de; BELTRÃO, Kaizô Iwakami; FERREIRA, Mônica Guerra. Reforma da Previdência. Rio de Janeiro: IPEA, 1997. (Texto para discussão, 508). PRICE, Robert, Rural Unionization in Brazil. Madison: Land Tenure Center, University of Wisconsin (Research Paper14), 1964.
- RODRIGUES, José Albertino, Sindicalismo e desenvolvimento no Brasil. São Paulo: Difusão Européia do Livro, 1968.
- SANTOS, Wanderley Guilherme dos. Cidadania e Justiça; a política social na ordem brasileira. Rio de Janeiro: Campus, 1979. SCHMITT, Claudia Job, ‘A CUT dos colonos: histórias da construção de um novo sindicalismo no campo no Rio Grande do Sul’, in Zander Navarro (org.), Política, protesto e cidadania no campo; as lutas sociais dos colonos e trabalhadores rurais no Rio Grande do Sul. Porto Alegre, Editora da Universidade/UFRGS, 1996, pp. 189–226.
- SCHWARZER, Helmut (2000). Previdência rural e combate à pobreza no Brasil – Resultados de um estudo de caso no Pará. Estudos Sociedade e Agricultura, n.14, abril 2000, pp. 72–102.
- SCHWARZER, Helmut (2000b). Impactos socioeconômicos do sistema de aposentadorias rurais no Brasil – evidências empíricas de um estudo de caso no estado do Pará. Rio de Janeiro, IPEA, 2000. (Texto para discussão 729).
- SILVA, Enid Rocha Andrade. Efeitos da previdência social rural sobre a questão de gênero, in Guilherme DELGADO e José Celso CARDOSO Jr. (orgs.), A universalização de direitos sociais no Brasil: a Previdência Rural nos anos 90, Brasília: IPEA, 2000. pp. 101–30.
- SUGAMOSTO, Marisa; DOUSTDAR, Neda Mohtadi. Impactos da previdência rural na região Sul: ênfase nas características mesorregionais. in Guilherme DELGADO e José Celso CARDOSO Jr. (orgs.), A universalização de direitos sociais no Brasil: a Previdência Rural nos anos 90, Brasília: IPEA, 2000, pp. 131–64.
- STEPHEN, Lynn. Relações de gênero: um estudo comparativo sobre as organizações de mulheres rurais no México e no Brasil. in Zander NAVARRO (org.), Política, protesto e cidadania no campo; as lutas sociais dos colonos e trabalhadores rurais no Rio Grande do Sul. Porto Alegre, Editora da Universidade/UFRGS, 1996, pp. 29–61.
- VALDÉS, Teresa; GOMÁRIZ, Enrique (eds). Mujeres latinoamericanas en cifras: tomo comparativo. Santiago de Chile: Flacso e Instituto de la Mujer, España, 1995.
- WESCHENFELDER, Canísio F. In: Assembleia Legislativa do Estado do Rio Grande do Sul, Seminário Nacional "A questão da terra". Porto Alegre: Comissão de Agricultura e Pecuária, Assembléia Legislativa do Estado do Rio Grande do Sul, 1981, p. 141-3.

### Em inglês
- Amenta, E. (1998), Bold Relief. Institutional politics and American social policy, Princeton University Press.
- Andersson, J. (2003), Mellan tillväxt och trygghet. Idéer om produktiv socialpolitik i socialdemokratisk ideologi under efterkrigstiden. [Between Growth and Security. Ideas of productive social policies in the social policy ideology of Swedish social democracy in the post war period.] Acta Universitatis Upsaliensis, Uppsala.
- Bauman, Z., (1998) Work, Consumerism and the New Poor, Philadelphia, Open University Press.
- Byrne, D. (1999), Social Exclusion. Londres, Open University Press.
- BRUMER, Anita, ‘Mobilization and the Quest for Recognition: The Struggle of Rural Women in Southern Brazil for Access to Welfare Benefits’, in Christopher Abel and Colin M. Lewis (eds), Welfare, Poverty and Development in Latin America. (Londres: Macmillan Press, 1993, pp. 405–20.)
- Burchardt, T., le Grand, J., and Piachaud, D., "Introduction", in
- Hills-Le Grand-Piachaud ed. (2002), Understanding social exclusion, Oxford, Oxford University Press.
- Cassel, G. (1902), Socialpolitik, Stockholm.
- CEC 1994, European Social Policy – a Way Forward for the Union.
- CEC, 2000,  Social Policy Agenda.
- CEC, 2000, Press release on the Social Agenda IP/03/228.
- CEC 2001, A Sustainable Europe for a Better World.
- Donzelot, J. (1984), L’invention du social. Essai sur le déclin des passions politiques, Fayard, Paris.
- Eley, G. (2003), "Making a place in the Nation, Meanings of Citizenship in Wilhelmine Germany", in Eley, G, Retallack, J. ed., Wilhelminism and its Legacies. German Modernities, Imperialism and the Meanings of Reform, 1890-1930, New York/Oxford, Berghahn Books.
- Esping-Andersen, G., (1985), Politics Against Markets. Social democracy’s road to power, Princeton, Princeton University Press.
- Esping-Andersen, G. (1990), The Three worlds of Welfare Capitalism. Cambridge, Polity press.
- Fink, J., Lewis, G., and Clarke, J. ed. (2001), Rethinking European

Welfare, Londres, Sage /Open University press.
- Giddens, A. (1998), The Third Way. The Renewal of Social Democracy. Cambridge, Polity.
- Giddens, A ed.  (2001), The Global Third Way Debate, Cambridge, Polity.
- Grimmer Solem, E. (2003), The Rise of Historical Economics and Social Reform in Germany 1864-1894, Oxford, Oxford University Press.
- Gough, I. and Olofsson, G. (1999), Capitalism and social cohesion. Essays on exclusion and integration. Macmillan.
- Gough, I. (2003), "Social welfare and competitiveness" in Pierson, C., and Castles, Francis G., ed. The Welfare state reader. Cambridge, Polity press.
- Hacker, J.S. (2002), The Battle over Public and Private Social Benefits in the United States, Cambridge University Press.
- Hantrais, L. (2000) Social policy in the European Union. New York. MacMillan.
- Hirdman, Y. (2002) "The Crisis of Consensus in Post-War Sweden", in Witoszek-Trägårdh, eds. Culture and Crisis, The case of Germany and Sweden.
- HOUTZAGER, Peter P., ‘State and Unions in the Transformation on the Brazilian Countryside, 1964-1979’, Latin American Research Review, vol. 33, n.2, 1998, pp. 103–42. JULIÃO, Francisco, Que são as ligas camponesas? Rio de Janeiro: Civilização Brasileira, 1962. KAY, Stephen. Brazil’s Social Security Reform in Comparative Perspective. Trabalho apresentado no XXIII Congresso da Associação de Estudos Latino-americanos (LASA), Washington DC, 6-8 de setembro de 2001.
- Jacoby, S.M. (1997), Modern Manors. Welfare capitalism since the New Deal, Princeton University Press.
- Jessop, B. (1994), "The Transition to Post-Fordism and the Schumpetarian Workfare State", in Burrows, R., Loader, B., ed., Towards a Post Fordist Welfare State?, Londres, Routledge.
- Jessop, B. (1991), "The Welfare State in Transition from Fordism to Post Fordism", in Jessop et. al., The Politics of Flexibility, Hants, Aldershot.
- Jonung, L. (1991), The Stockholm School of Economics Revisited, Cambridge, Cambridge University Press.
- Karlsson, S. (2001), Det intelligenta samhället, Stockholm, Carlssons.
- Katz, M. (1989), The Undeserving Poor. From President Johnson’s War on Poverty to Reagan’s War on Welfare, New York, Pantheon Books.
- Katz, M. (1996), "Public private relations in the history of American social welfare", in Katz-Sachse, eds. The Mixed Economy of Social Welfare. Public private relations in England, Germany, and the United States, the 1870’s to the 1930’s. Nomos Verlagsgesellschaft, Baden Baden.
- Koot, G. (1987), English Historical Economics, 1870-1926. The Rise of Economic History and Neomercantilism, Cambridge, Cambridge University Press.
- Kulawik, T. (1993), "A Productivist Welfare State. The Swedish Model Revisited", in Borkowski, T. ed., Social Policies in a Time of Transformation, Krakow, Goethe Institut and Jagellonian University.
- Levitas, R. (1998), The Inclusive Society, Londres, MacMillan.
- Lewis, J. and Ostner, I. (1995), "Gender and the Evolution of European Social Policies", in Leibfried and Pierson ed. European social policy. Between fragmentation and integration, Washington, The Brookings institution.
- Lewis, J., "Gender and Welfare Regimes", in Social Politics 1997:4, pp. 160–177.
- Lister, R. (2003), Citizenship – Feminist Perspective, New York, MacMillan.
- McCloskey, D.(2001), Measurement and Meaning in Economics. The Best of Deirdre McCloskey, New York, Edward Elgar.
- Magnusson, L., Stråth, B. (2001), "Introduction. From the Werner Plan to The EMU: In Search of a European Political Economy", in Magnusson, L., Stråth, B., ed. From the Werner Plan to the EMU. In Search for a Political Economy for Europe, Brussels, P.I.E.-Peter Lang.
- Magnusson, L., Stråth, B., ed. (2001), From the Werner Plan to the EMU. In Search for a Political Economy for Europe, Brussels, P.I.E.-Peter Lang
- Mann, K. (1999), "Critical Reflections on the Underclass and Poverty", in Gough, I., Olofsson, G., ed., Capitalism and Social Cohesion. Essays on Exclusion and Integration,  Londres,  Macmillan.
- Marchand, M. and Runyan, A.S., ed. (2000), Gender and global restructuring. Sightings, sites and resistances, New York, Routledge Ripe.
- Marshall, TH. (1992), Citizenship and social class, Londres, Pluto press.
- Midgley, J. (2001), "Growth, Redistribution and Welfare: Toward Social Investment", in Giddens, A ed., The Global Third Way Debate, Londres, Polity.
- Mink, G.(1998), Welfare’s End, Cornell University Press.
- Mishra, R. (1984), The Welfare state in crisis. Social thought and social change. St Martins press.
- Mullard, M., Spicker, P. (1998), Social Policy in a Changing Society, New York, Routledge
- Moss, D. (1991), Socializing Security. Progressive Era Economists and the Origins of American Social Policy, Cambridge, Harvard University Press.
- Myrdal, G. (1932a), "Socialpolitikens dilemma" in Spektrum nr. 1, 2, Stockholm.
- Myrdal, G. (1932b), "Kosta sociala reformer pengar?" in Arkitektur och samhälle, Stockholm.
- Myrdal, G., Myrdal, A., (1987), Kris i befolkningsfrågan, Nora, Nya Doxa.
- Polanyi, K., (2001), The Great Transformation: The Political and Economic Origins of Our Times, Boston, Beacon Press.
- Powell, M. ed. (1999), New Labour New Welfare State. The Third Way in British Social Policy, Cambridge, Policy press.
- Raveaud, G., Salais, R. (2001), "Fighting Against Social Exclusion in a European Knowledge based Society" in Mayes, D., Berghman, J., Salais, R. ed., Social Exclusion and European Policy, Cheltenham, Edward Elgar.
- Rhodes, M. (1995), "A Regulatory Conundrum. Industrial relations and the Social dimension" in Leibfried and Pierson ed. European Social Policy. Between Fragmentation and Integration, Washington, The Brookings institution.
- Ryner, M. (2002), The Third Way. Lessons from the Swedish Model, Londres/New York, Routledge/Ripe.
- Runjis, M. (1998), Steriliseringar i folkhemmet, Stockholm, Ordfront,
- Rodgers, D. (1998), Atlantic Crossings. Social politics in a Progressive Age, Boston, Harvard University Press,
- Sainsbury, D. (2001), "Gendering dimensions of welfare states", in Fink, Janet, Lewis, Gail and Clarke ed., Rethinking European Welfare, Londres, Sage /Open University press.
- Salais, R. (2001), "Filling the Gap Between Macroeconomic Policy and Situated Approaches to Employment. A Hidden Agenda for Europe?", in Magnusson, L., Stråth, B., ed., From the Werner Plan to the EMU. In Search for a Political Economy for Europe, Brussels, P.I.E.-Peter Lang,
- Samuels, W. (1990), Economics as Discourse, Boston, Kluwer.
- Schön, D., Rein, M. (1993), "Generative Metaphor, a Perspective on Problem Solving in Social Policy", in Ortony A. ed., Metaphor and Thought, Cambridge, Cambridge University Press.
- Silver, H., "Social Exclusion and Social Solidarity: Three Paradigms", in International Labour Review nr. 5/6, 133, 1994.
- Skocpol, T., Weir, M. (1985), "Institutional responses to the Great Depression in the United States, Britain and Sweden", in Skocpol, T., Rueschemeyer, D., Evans, P.ed., Bringing the State Back In, Cambridge, Cambridge University Press.
- Skocpol, T., Ritter, G., (1995) "Gender and the origin of American social policies", in Skocpol, T., Social policy in the US. Future possibilities in historical perspective. Princeton University Press.
- Sommestad, L. "Human Reproduction and the Rise of Welfare States: an Economic Demographic Approach to Welfare State Formation in the United States and Sweden", Scandinavian Economic History Review 1998, 46:2.
- Steinmetz, G. (1993), Regulating the Social. The Welfare State and Local Politics in Imperial Germany, Princeton, Princeton University Press.
- Stephens, J.  (1979), The Transition from Capitalism to Socialism, Londres, New Studies in Sociology.
- Stråth, B. (1992), Folkhemmet mot Europa, Stockholm, Tiden.
- Stråth, B. (1998), Mellan två fonder. LO och den svenska modellen, Stockholm, Atlas.
- Stråth, B. (2000),"After Full Employment and the Breakdown of Conventions of Social Responsibility", in Stråth, B., ed., After Full Employment. European Discourses on Work and Flexibility, Brussels, P.I.E. Peter Lang.
- STEPHEN, Lynn, Women and Social Movements in Latin America; Power from Below.Texas: University of Texas Press, 1997. TEIXEIRA, Zuleide Araújo et alii (org.). Perspectivas de gênero na produção rural. Brasília: IPEA, 1994. (Estudos de Política Agrícola, n. 22)

Tilton, T. (1991), The Political Theory of Swedish Social Democracy. Through the Welfare State to Revolution, Oxford, Clarendon Press.
- Théret, B. (2002), Protection sociale et fédéralisme dans le miroir de l’Amerique du Nord. New York, P.I.E Peter Lang/PUM.
- Trägårdh, L. (2001), "Welfare state nationalism, Sweden and the Spectre of ‘Europe’", in Hansen-Weaver ed., European Integration and National Identity. The Challenge of the Nordic States,  Londres/NewYork, Routledge.
- Visser, J. "From Keynesianism to the Third Way. Labour Relations and Social Policy in Post War Western Europe", in Economic and Industrial Democracy, 2000, pp. 421–456.
- Wagner, P. (1990), Sozialwissenschaft und Staat. Frankreich, Italien, Deutschland  1870-1980. Campus Verlag.
- Wagner, P.  (1995), Soziologie der Moderne, Frankfurt, Campus.
- Walters, W. (2000), Unemployment and Governance. Genealogies of the Social. Cambridge, Cambridge University Press.
- Williams, F (2001), Social policy, a critical introduction, Cambridge, Polity.
- Witoszek, N., Trägårdh, L., ed. (2002), Culture and Crisis, The case of Germany and Sweden, Bergbahn books, New York/Oxford.